# トレゾア

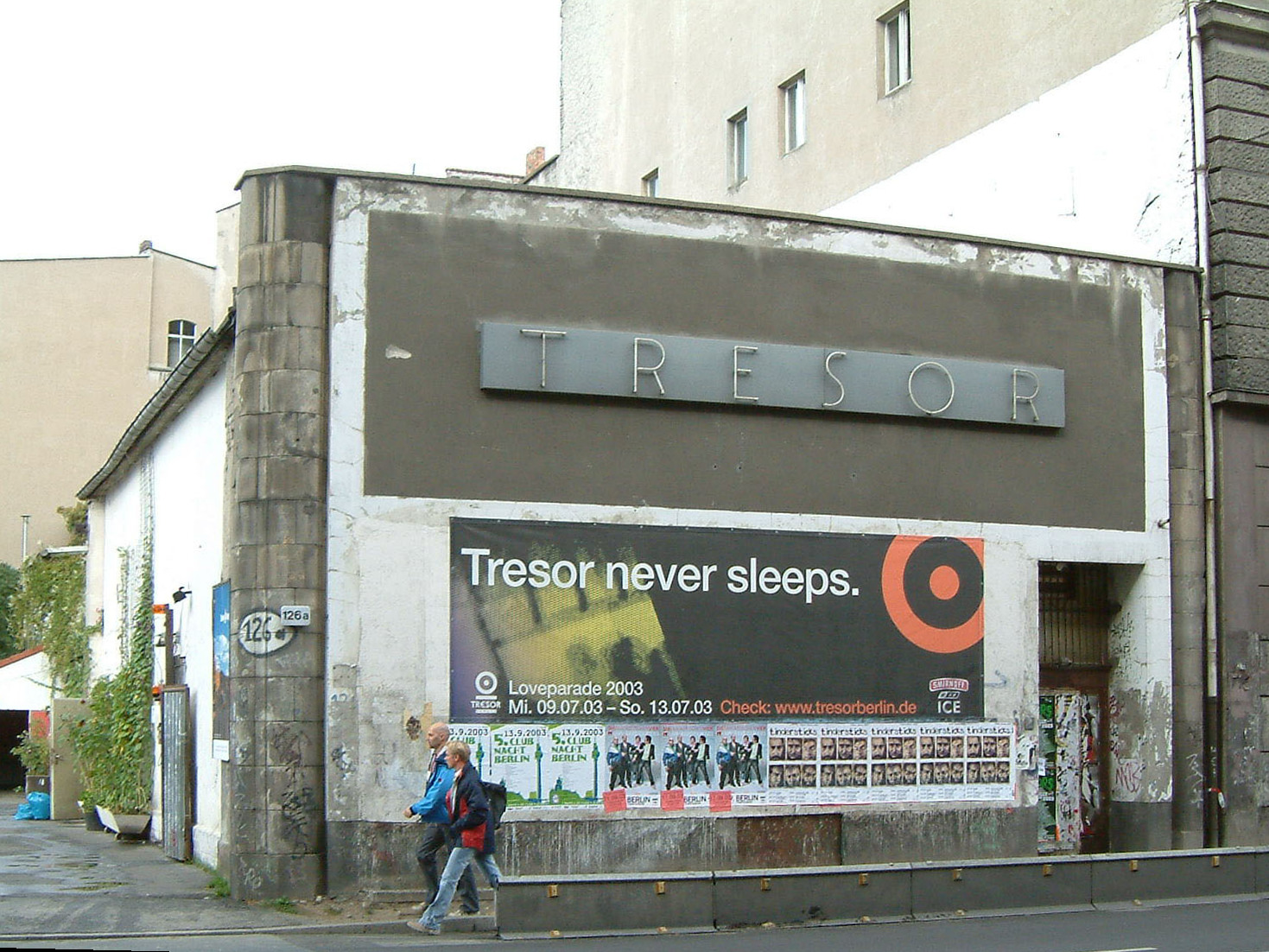
ライプツィヒ通りに建つオリジナルの店舗（2003年）

トレゾア（Tresor）は、ドイツのテクノをリリースするレコードレーベル。および同レーベルを設立した、かつて存在したクラブの名称。
1988年から1990年までベルリンに存在したクラブUFOを母体とし、1991年にTresorという名称でクラブはオープンした。クラブではハードテクノ、デトロイト・テクノを中心に曲がかけられていた。
レコードレーベルとしても同様にデトロイト・テクノのアーティストの曲、アルバムを多くリリースしている。
近隣の再開発を理由に、クラブは2005年4月16日に閉鎖された。以降はレコードレーベルとして活動が続いているが、閉鎖発表時のコメントでは今後のクラブ復活も匂わせていた。
2007年春、2年間の休止を経て再オープンした。
日本人アーティストは、かつて田中フミヤ、DJ Shufflemasterらがレーベルからレコード、CDをリリースしたことがある。

## 主要アーティスト
- ホアン・アトキンス
- ジェフ・ミルズ
- ジョイ・ベルトラム